# دارين مانينغ
دارين مانينغ (بالإنجليزية: Darren Manning)‏ هو سائق سيارة سباق بريطاني، ولد في 30 أبريل 1975 في Knaresborough ‏ في المملكة المتحدة.

## وصلات خارجية
- دارين مانينغ على موقع Racing-Reference.info (الإنجليزية)
- دارين مانينغ على موقع DriverDB.com (الإنجليزية)